# Erzbistum Freiburg

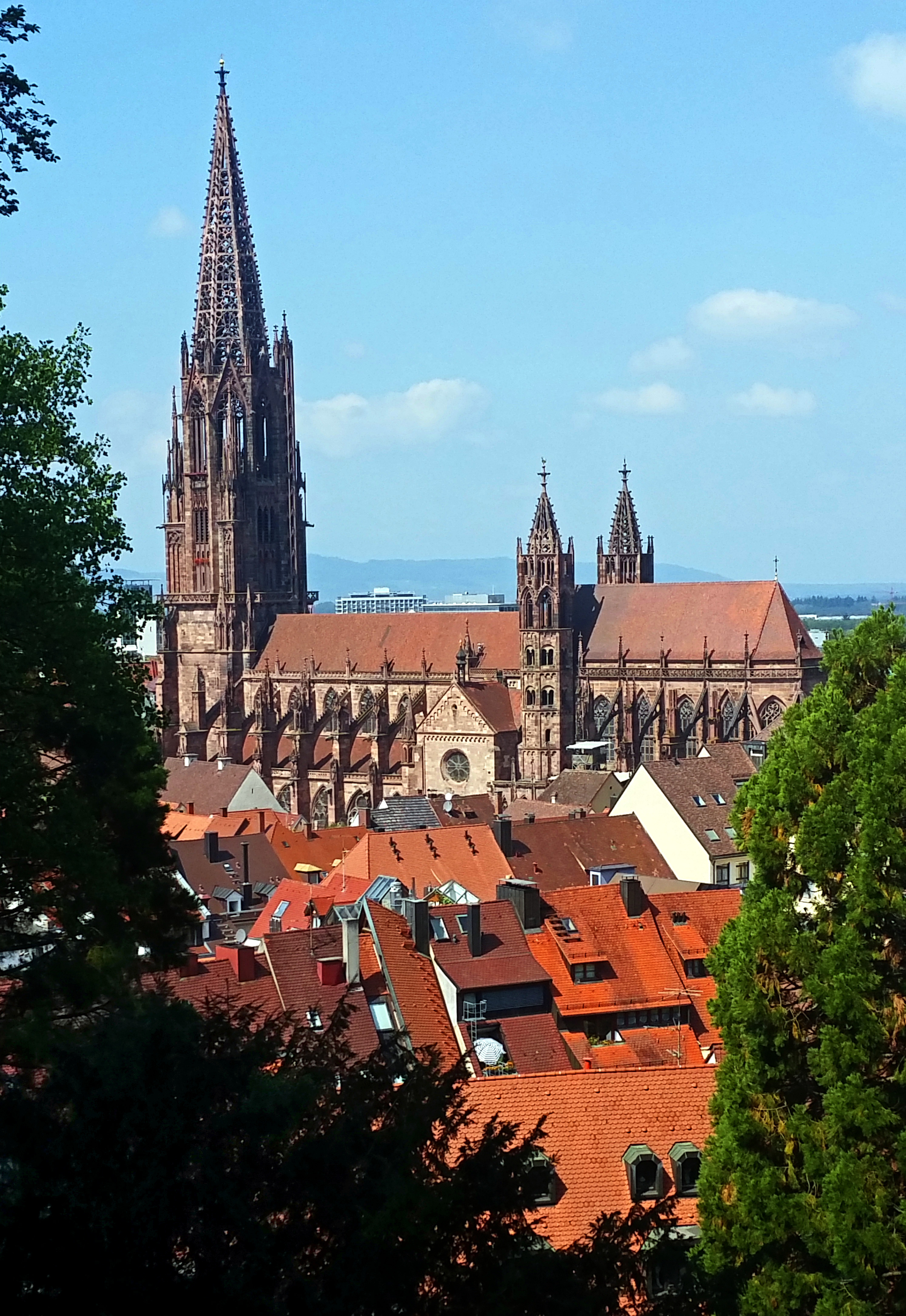
Bischofskirche Freiburger Münster

Das Erzbistum Freiburg (lateinisch Archidioecesis Friburgensis) ist eine römisch-katholische Erzdiözese in Baden-Württemberg und umfasst die Gebiete des früheren Landes Baden und der Hohenzollernschen Lande (bei der Gründung 1821 das Großherzogtum Baden und die Fürstentümer Hohenzollern-Hechingen und Hohenzollern-Sigmaringen). Das Erzbistum Freiburg wird von einem Erzbischof geleitet, welcher zugleich Metropolit der Oberrheinischen Kirchenprovinz mit den beiden Suffraganbistümern Mainz und Rottenburg-Stuttgart ist. Am 30. Mai 2014 wurde Stephan Burger zum Erzbischof im Erzbistum Freiburg ernannt. Die Weihe fand am 29. Juni 2014 im Freiburger Münster statt. Das Erzbistum Freiburg ist mit 1.600.735 Katholiken (Stand: 31. Dezember 2023) im Diözesangebiet das viertgrößte Bistum Deutschlands (hinter dem Erzbistum Köln, dem Bistum Münster und dem Bistum Rottenburg-Stuttgart).

## Geschichte

### Die Kirche auf dem Gebiet der Erzdiözese vor deren Gründung
Die ersten christlichen Glaubensboten auf dem Gebiet des späteren Erzbistums Freiburg waren im 6. Jahrhundert die Mönche Fridolin, Landolin, Trudpert und Gallus. Als erste Orte des Glaubens gelten die Klöster in Säckingen am Hochrhein sowie in Schuttern in der Ortenau. Auch das um 724 gegründete Kloster auf der Bodenseeinsel Reichenau zählt mit zu den ältesten Klöstern des Erzbistums.
Um die Alemannen zu missionieren, wurde bereits im 6. Jahrhundert das Bistum Konstanz gegründet, welches sich vom St. Gotthard bis zum mittleren Neckar und vom Rhein bis an die Iller erstreckte. Hier wirkte von 934 bis 975 der „Alemannenbischof“ Konrad von Konstanz. Durch eine radikale Reform im Klosterleben entstand im 11. Jahrhundert unter anderem das Kloster St. Peter auf dem Schwarzwald. Dort ist heute das Geistliche Zentrum der Erzdiözese untergebracht. Während der zweiten Reformbewegung entstanden im 12. Jahrhundert außerdem weitere Klöster in Salem am Bodensee, in Tennenbach und in Lichtenthal bei Baden-Baden.
Um die umstrittene Frage nach dem rechtmäßigen Papst zu klären, lud Kaiser Sigismund von 1414 bis 1418 zum Konzil der damaligen Bischofsstadt Konstanz in Konstanzer Münster.
Auch die Reformation ging am Gebiet des späteren Erzbistums Freiburg nicht spurlos vorüber. Der Markgraf von Baden-Durlach und der Heidelberger Kurfürst von der Pfalz waren zwei der bekanntesten Regenten, welche den Protestantismus in ihren Gebieten einführten. Bald darauf setzte jedoch eine Gegenreform ein, welche besonders von den Jesuiten und Kapuzinern vorangetrieben wurde. Ein bleibendes Zeugnis dieser Gegenreform ist bis heute die „Jesuitenkirche“ in Mannheim.
1803 wurde der Südwesten Deutschlands neu geordnet und das Bistum Konstanz aufgelöst. 1821 wurde dann nach zähen Verhandlungen die „Oberrheinische Provinz“ gegründet, welche aus dem Bistum Konstanz und Teilen der Bistümer Mainz, Straßburg, Worms, Speyer und Würzburg bestand (Zirkumskriptionsbulle Provida solersque, datiert vom 16. August 1821).

### Von der Gründung bis zum Zweiten Weltkrieg
Die eigentliche Gründung der Erzdiözese Freiburg fand jedoch erst 1827 nach erneuten, zähen Verhandlungen statt. Das Freiburger Münster, das bis dahin eine einfache Stadtpfarrkirche war, wurde zur Metropolitankirche erhoben. Die Wahl des Bischofs gestaltete sich jedoch schwierig, da der erste Kandidat Ignaz Heinrich von Wessenberg vom Papst als Kandidat verworfen wurde und sein Nachfolger, Ferdinand Geminian Wanker, während der Verhandlungen verstarb.
1827 nahm der bisherige Freiburger Münsterpfarrer Bernhard Boll, der zuvor in der Freiburger Universitätskirche zum Bischof geweiht wurde, das Freiburger Münster in Besitz und wurde erster Erzbischof von Freiburg. Dem neuen Erzbistum wurden die Bistümer Mainz, Fulda, Bistum Rottenburg und Limburg als Suffraganbistümer zugeordnet. Im Zuge des Preußenkonkordats von 1929 wurde das Bistum Limburg der Kirchenprovinz Köln und das Bistum Fulda der Kirchenprovinz Paderborn zugeordnet.
Infolge des Todes von Erzbischof Boll am 16. März 1836 wurde, nach einer neunmonatigen Vakanz, Ignaz Demeter am 29. Januar 1837 zweiter Erzbischof von Freiburg. In Demeters Amtszeit fallen vor allem Auseinandersetzungen mit dem Großherzogtum Baden und Querelen innerhalb des Freiburger Diözesanklerus. Demeter verstarb nach fünfjähriger Amtszeit am 21. März 1842. Am 26. März 1843 wurde der vormalige Freiburger Weihbischof Hermann von Vicari dritter Erzbischof von Freiburg. Während seiner Amtszeit sind die Ereignisse um die Badische Revolution sowie weitere kirchenrechtliche Konflikte mit dem Großherzogtum Baden zu verzeichnen. Im Alter von 94 Jahren starb Vicari im Amt am 14. April 1868. Infolge des Badischen Kulturkampfes blieb der Stuhl des Freiburger Erzbischofs bis 1882 unbesetzt. In dieser Zeit (1868–1881) war Lothar von Kübel Erzbistumsverweser.
Das Verhältnis des Bistums zum Staat sowie die Besetzung des Bischofsstuhles und die Zusammensetzung des Domkapitels wurden im Badischen Konkordat von 1932, das bis heute Geltung hat, geregelt.
Während der zwölf Jahre andauernden Nationalsozialistischen Herrschaft wurden viele Geistliche der Erzdiözese Freiburg inhaftiert. Einige davon brachte man in den „Priesterblock“ des KZ Dachau. Manche wurden in andere Lager verlegt oder „evakuiert“, nur wenige entlassen, einige verstarben im Lager.

### Von der Nachkriegszeit bis zur Jahrtausendwende
Nach dem Zweiten Weltkrieg wurde für alle von den Nationalsozialisten ermordeten Priester aus der Erzdiözese Freiburg eine Gedenktafel in der Wallfahrtskirche Maria Lindenberg errichtet. Diese wurde im Jahre 1978 nach der Renovierung der Wallfahrtskapelle angebracht.

### Die Erzdiözese im 21. Jahrhundert
Am 1. November 2005 setzte Erzbischof Robert Zollitsch erstmals in der Geschichte der Erzdiözese „Pastorale Leitlinien“ in Kraft. Sie stehen unter dem Titel: „Den Aufbruch gestalten“.
Ende 2010 wurde zum zweiten Mal ein Kunstpreis der Erzdiözese ausgeschrieben. Die Verleihung des Preises 2015 stand unter dem Titel „Gnade“. Die in Heidelberg geborene Wienerin Barbis Ruder gewann ihn.
Anlässlich der Apostolischen Reise vom 22. bis 25. September 2011 stattete Papst Benedikt XVI. der Erzdiözese Freiburg als erster Papst einen Besuch ab. Seine Visite stand unter dem Leitwort „Wo Gott ist, da ist Zukunft“ und sollte die katholische Kirche in Deutschland in vielfältiger Weise ermutigen.
2012 kamen mehrere zehntausend Menschen in Mannheim zum 98. Deutschen Katholikentag nach Mannheim. Er stand unter dem Motto „Einen neuen Aufbruch wagen“.

#### Strukturveränderungen
2015 fusionierten die 1053 Pfarreien zu 224 Seelsorgeeinheiten, um Verwaltungsvorgänge zu vereinfachen. Die Kirchen St. Elisabeth in Freiburg, St. Johannes und St. Sebastian in Ladenburg und Heilige Familie in Lörrach wurden zu Beginn des 21. Jahrhunderts profaniert, die Schlosskirche Beuggen wurde an die Evangelische Landeskirche in Baden verkauft.
2019 stieß Erzbischof Stephan Burger das Projekt Kirchenentwicklung 2030 an, in dem zum 1. Januar 2026 die bisherigen Seelsorgeeinheiten zu 36 Pfarreien zusammengeführt werden sollen.

## Patrone
- Jungfrau Maria, Patronin der Erzdiözese
- Heiliger Konrad, Bischof von Konstanz, zweiter Patron der Erzdiözese
- Seliger Bernhard von Baden, Landespatron Badens
- Heiliger Fidelis, Landespatron Hohenzollerns

## Diözesankalender
In der Erzdiözese Freiburg wird der Regionalkalender für das deutsche Sprachgebiet um die folgenden Eigenfeiern ergänzt (dahinter jeweils der Rang):
Abkürzungen:
H = Hochfest, F = Fest, G = gebotener Gedenktag, g = nicht gebotener Gedenktag

- 05. Januar: Hl. Johannes Nepomuk Neumann (gest. 1860), Bischof und Glaubensbote – g
- 26. April: Hl. Trudpert (gest. 7. Jh.), Einsiedler im Breisgau, Märtyrer
- 08. Mai: Sel. Ulrika Franziska Nisch von Hegne (gest. 1913), Jungfrau – g
- 27. Juni: Hl. Heimerad aus Messkirch (gest. 1019), Priester, Einsiedler in Hasungen – g
- 14. Juli: Hl. Ulrich von Zell (St. Ulrich im Breisgau) (gest. 1093), Mönch – im Breisgau F, sonst g
- 15. Juli: Sel. Bernhard, Markgraf von Baden (gest. 1458) – in Baden F, in Hohenzollern g
- 21. Juli: Hl. Arbogast (gest. 6. Jh.), Bischof von Straßburg – g
- 12. August: Sel. Karl Leisner (gest. 1945), Priester, Märtyrer – g
- 27. August: Hl. Gebhard (gest. 995), Bischof von Konstanz – g
- 01. September: Hl. Pelagius (gest. 283/284), Märtyrer – g
- 01. September: Hl. Verena (gest. um 350), Jungfrau in Zurzbach – g
- 22. September: Hl. Landelin (gest. 7. Jh.), Einsiedler in der Ortenau, Märtyrer – g
- 16. November: Hl. Otmar (gest. 759), Abt von St. Gallen – g
- 26. November: Hl. Konrad (gest. 975), Bischof von Konstanz, zweiter Patron der Erzdiözese – F (seit 2011)

Bewegliche Feste
- Sonntag nach Dreifaltigkeit: Jahrtag der Kirchweihe der Kathedralkirche – im Freiburger Münster H
- 3. Sonntag im Oktober: Jahrtag der Kirchweihe für jene Kirchen, die den eigentlichen Weihetag nicht kennen oder nicht feiern können – H

## Bistumsgliederung

### Diözesanstellen und Dekanate

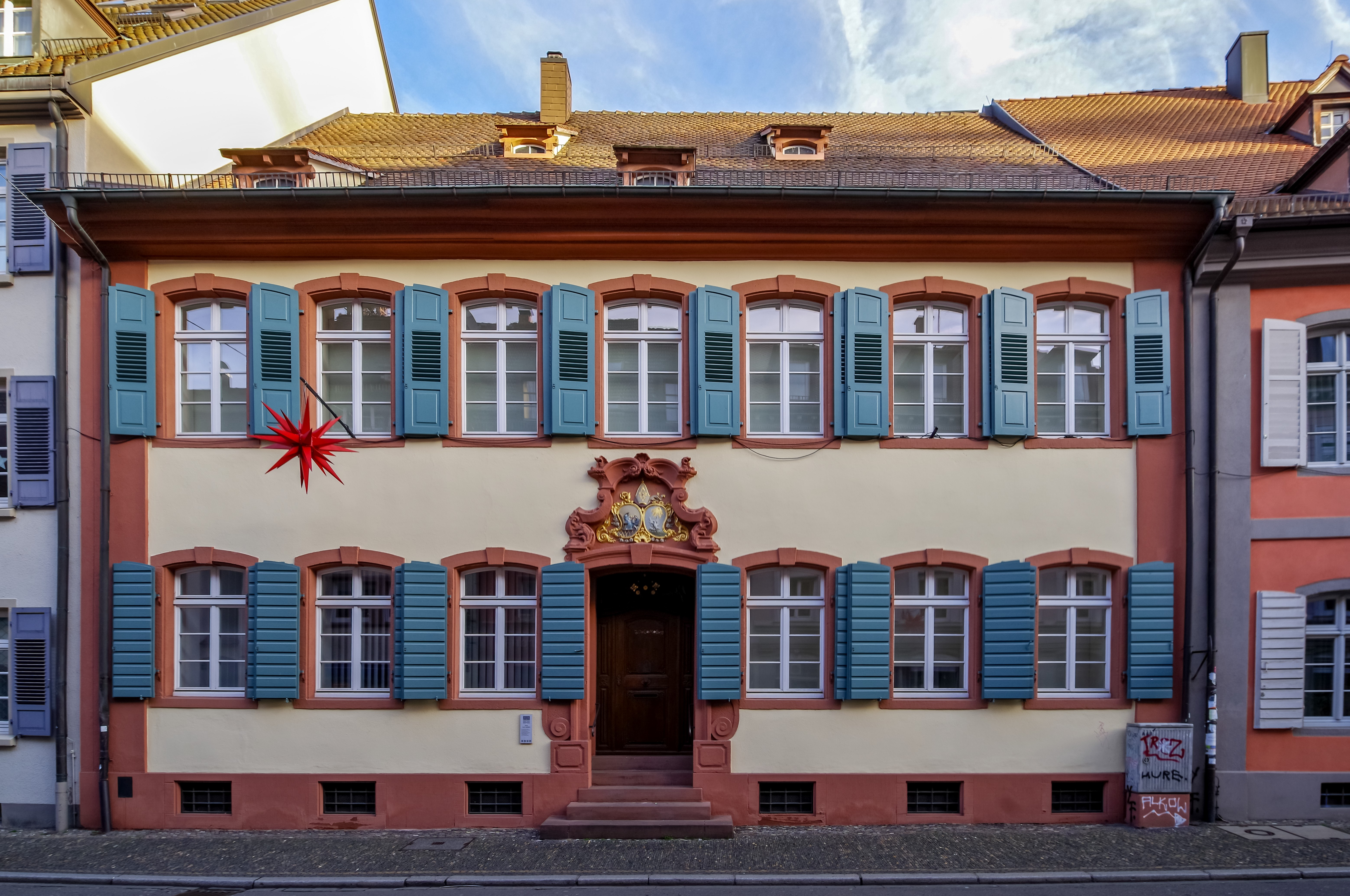
Aktuelles Bischofshaus (Herrenstraße 39)

Das Erzbistum Freiburg gliedert sich in sieben Diözesanstellen bzw. Regionen, diese wiederum gliederten sich seit der Dekanatsreform zum 1. Januar 2008 in 26 Dekanate mit 327 Seelsorgeeinheiten. Die Anzahl der Seelsorgeeinheiten verringerte sich zum 1. Januar 2015 von 327 auf 224. Aus 183 bisherigen Seelsorgeeinheiten entstanden 80 neue Seelsorgeeinheiten, 144 blieben geographisch unverändert. Ebenfalls änderte sich 2015 die rechtliche Struktur der Seelsorgeeinheiten als Körperschaften des öffentlichen Rechts. Damit handeln seitdem alle Pfarrgemeinden einer Seelsorgeeinheit rechtlich gemeinsam und haben eine gemeinsame Vermögensverwaltung. Daneben bleiben die Pfarreien jedoch weiterhin als eigenständige Einheiten des kirchlichen Rechts bestehen. Zum 1. September 2015 wurden die bisherigen Regionalstellen in Diözesanstellen umgewandelt. Innerhalb der 224 Seelsorgeeinheiten bestehen 1.069 Pfarreien mit etwa 1.953.000 Gläubigen (Stand: 1. Januar 2015):
Zum 1. Januar 2026 sollen die bisher 1056 Pfarreien des Erzbistums in insgesamt 36 Pfarreien zusammengefasst werden, die gleichzeitig im staatsrechtlichen Sinne Kirchengemeinden sein werden.
| Diözesanstelle                  | Dekanat                          | Dekanatsnummer | Anzahl der Seelsorgeeinheiten | Anzahl der Pfarreien | Anzahl der Gläubigen (Dekanat) (gerundet) | Anzahl der Gläubigen (Region) (gerundet) |
| ------------------------------- | -------------------------------- | -------------- | ----------------------------- | -------------------- | ----------------------------------------- | ---------------------------------------- |
| Odenwald / Tauber               | Dekanat Tauberbischofsheim       | 22             | 10                            | 61                   | 55.000                                    | 138.000                                  |
| Odenwald / Tauber               | Dekanat Mosbach-Buchen           | 15             | 10                            | 54                   | 83.000                                    | 138.000                                  |
| Rhein / Neckar                  | Dekanat Heidelberg-Weinheim      | 08             | 6                             | 26                   | 80.000                                    | 325.000                                  |
| Rhein / Neckar                  | Dekanat Kraichgau                | 11             | 5                             | 21                   | 50.000                                    | 325.000                                  |
| Rhein / Neckar                  | Dekanat Mannheim (Stadtdekanat)  | 14             | 7                             | 26                   | 100.000                                   | 325.000                                  |
| Rhein / Neckar                  | Dekanat Wiesloch                 | 25             | 7                             | 29                   | 95.000                                    | 325.000                                  |
| Mittlerer Oberrhein / Pforzheim | Dekanat Bruchsal                 | 04             | 13                            | 49                   | 124.000                                   | 550.000                                  |
| Mittlerer Oberrhein / Pforzheim | Dekanat Karlsruhe (Stadtdekanat) | 09             | 12                            | 45                   | 150.000                                   | 550.000                                  |
| Mittlerer Oberrhein / Pforzheim | Dekanat Pforzheim                | 18             | 5                             | 17                   | 56.000                                    | 550.000                                  |
| Mittlerer Oberrhein / Pforzheim | Dekanat Rastatt                  | 19             | 9                             | 37                   | 81.000                                    | 550.000                                  |
| Mittlerer Oberrhein / Pforzheim | Dekanat Baden-Baden              | 02             | 8                             | 33                   | 139.000                                   | 550.000                                  |
| Ortenau                         | Dekanat Offenburg-Kinzigtal      | 17             | 12                            | 56                   | 120.000                                   | 227.000                                  |
| Ortenau                         | Dekanat Acher-Renchtal           | 01             | 6                             | 29                   | 55.000                                    | 227.000                                  |
| Ortenau                         | Dekanat Lahr                     | 12             | 5                             | 28                   | 52.000                                    | 227.000                                  |
| Breisgau / Schwarzwald / Baar   | Dekanat Freiburg (Stadtdekanat)  | 06             | 8                             | 32                   | 90.000                                    | 399.000                                  |
| Breisgau / Schwarzwald / Baar   | Dekanat Neustadt                 | 16             | 6                             | 28                   | 40.000                                    | 399.000                                  |
| Breisgau / Schwarzwald / Baar   | Dekanat Endingen-Waldkirch       | 05             | 9                             | 36                   | 76.000                                    | 399.000                                  |
| Breisgau / Schwarzwald / Baar   | Dekanat Breisach-Neuenburg       | 03             | 9                             | 48                   | 104.000                                   | 399.000                                  |
| Breisgau / Schwarzwald / Baar   | Dekanat Schwarzwald-Baar         | 20             | 11                            | 63                   | 89.000                                    | 399.000                                  |
| Hochrhein                       | Dekanat Waldshut                 | 23             | 14                            | 66                   | 92.000                                    | 156.000                                  |
| Hochrhein                       | Dekanat Wiesental                | 24             | 8                             | 29                   | 64.000                                    | 156.000                                  |
| Bodensee / Hohenzollern         | Dekanat Hegau                    | 07             | 10                            | 52                   | 68.000                                    | 284.000                                  |
| Bodensee / Hohenzollern         | Dekanat Konstanz                 | 10             | 11                            | 49                   | 68.000                                    | 284.000                                  |
| Bodensee / Hohenzollern         | Dekanat Linzgau                  | 13             | 7                             | 37                   | 43.000                                    | 284.000                                  |
| Bodensee / Hohenzollern         | Dekanat Sigmaringen-Meßkirch     | 21             | 11                            | 70                   | 65.000                                    | 284.000                                  |
| Bodensee / Hohenzollern         | Dekanat Zollern                  | 26             | 5                             | 39                   | 40.000                                    | 284.000                                  |
| SUMMEN                          | SUMMEN                           | SUMMEN         | 224                           | 1.060                | 1.953.000                                 | 1.953.000                                |

### Demographische und sozialräumliche Struktur
Das Erzbistum Freiburg ist weitgehend deckungsgleich mit dem früheren Großherzogtum Baden sowie dem früheren preußischen Regierungsbezirk Sigmaringen Hohenzollern.
In den großen Städten Freiburg, Karlsruhe und Mannheim wurden durch Erzbischof Thomas Nörber am 23. Januar 1902 im Rahmen einer Neugliederung der Dekanate des Erzbistums drei eigenständige Stadtdekanate errichtet. Damit sollte der seelsorgerische Auftrag in den damals schnell wachsenden großstädtischen Lebensräumen erfüllbar bleiben. Die Stadtdekanate und die Gesamtkirchengemeinden der großen Städte stellen dabei jeweils zwei Institutionen innerhalb des entsprechenden Dekanats dar, die das kirchliche Leben mitgestalten und prägen. Neben inhaltlichen Schnittmengen bestehen dabei in der Ausrichtung auch Unterschiede in den pastoralen und verwalterischen Schwerpunkten.
Durch die Neuordnung der Dekanate zum 1. Januar 2008 reduzierte sich deren Zahl von 39 auf 26.
Die Anzahl der Gläubigen entwickelte sich im Laufe der Jahre wie folgt: 2007 – 2.047.919 Katholiken, 2008 – 2.023.022, 2015 – 1.897.555 und 2018 – 1.827.146.

## Erzbischöfe

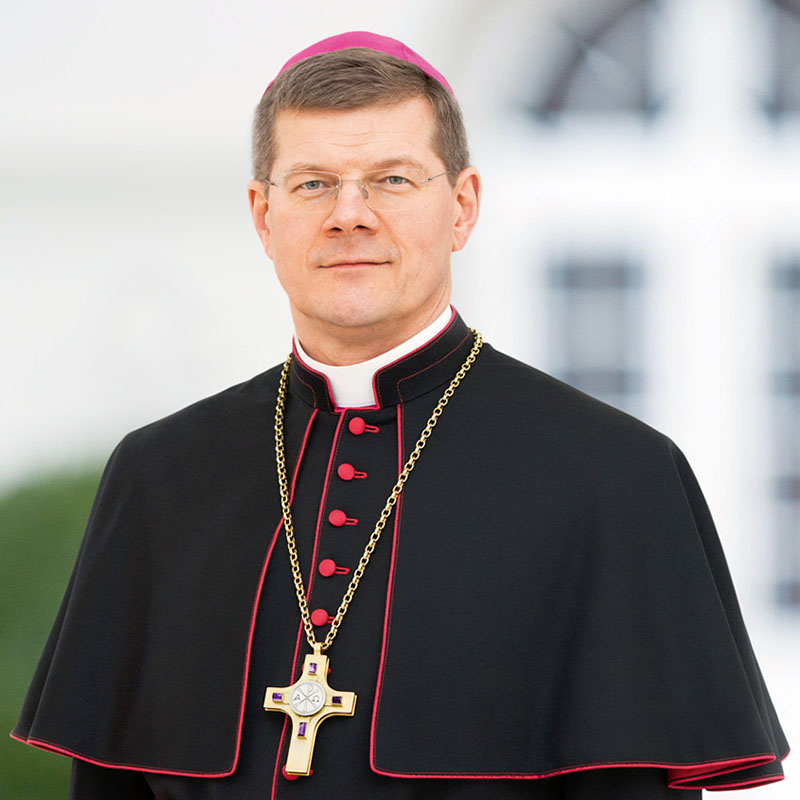
Erzbischof Stephan Burger

Der 16. Erzbischof von Freiburg und Metropolit der Freiburger Kirchenprovinz ist seit 2014 Stephan Burger.

## Bedeutende Kirchen
Freiburger Münster
Die größtenteils gotische und spätgotische Kirche ist die Kathedrale des Erzbistums Freiburg, wird jedoch traditionell als Münster bezeichnet. Im Volksmund wird der Turm des Freiburger Münsters auch als schönster Turm der Christenheit bezeichnet.
Konstanzer Münster
Als eine der größten, romanischen Kirchen im Südwesten Deutschlands gilt das Konstanzer Münster, welches auch den Ehrentitel Basilica minor trägt. Bis zur Aufhebung des Bistums Konstanz 1821 diente es als Kathedrale der Bischöfe von Konstanz und als Sitzungssaal für das Konstanzer Konzil.
Überlinger Münster
Das Überlinger Münster ist die Stadtpfarrkirche der Gemeinde Überlingen am Bodensee und dem hl. Nikolaus, Patron der Seeleute, Kaufleute, Pilger und Reisenden geweiht. Es wurde in der Spätgotik errichtet und beherbergt einen Schnitzaltar des Künstlers Jörg Zürn.
Radolfzeller Münster
Das Radolfzeller Münster ist eine spätgotische Pfeilerbasilika, welche mit einem Kirchturm von 82 Metern Höhe den höchsten Kirchturm am Bodensee hat. Sie beherbergt zudem die Reliquien der heiligen Hausherren Theopont, Senesius und Zeno.
Dom St. Blasien
Der Dom St. Blasiens oder im Volksmund „Schwarzwälder Dom“ ist eine der größten Kuppelkirchen in Europa. Ihre Kuppel wurde nach dem Vorbild des römischen Pantheons gestaltet.
Pfarrkirche St. Stephan Karlsruhe
Die klassizistische Pfarrkirche St. Stephan ist ebenfalls nach dem Vorbild des römischen Pantheons von Großherzog Karl Friedrich von Baden und dem Architekten Friedrich Weinbrenner gebaut. Im Zweiten Weltkrieg völlig ausgebrannt, wurde sie 1951 nach einer Renovation wieder in Gebrauch genommen.
Jesuitenkirche Mannheim
Die Jesuitenkirche ist die Stadtpfarrkirche Mannheims, welche von den Jesuiten erbaut wurde. Ihre Schutzpatrone sind St. Ignatius und Franz Xaver, die beiden großen Heiligen des Jesuitenordens.

### Basiliken im Erzbistum Freiburg
Weltweit gibt es etwa 1.500 Kirchen, die den päpstlichen Ehrentitel einer Basilica minor tragen; in Deutschland sind es circa 80 Kirchen. Davon im Erzbistum Freiburg
- Konstanzer Münster (1955)
- Wallfahrtsbasilika St. Georg in Walldürn (1962)
- Wallfahrtskirche Birnau (1971)
- Münster St. Maria und Markus auf der Insel Reichenau im Bodensee (2024)[30]

## Kirchliche Einrichtungen

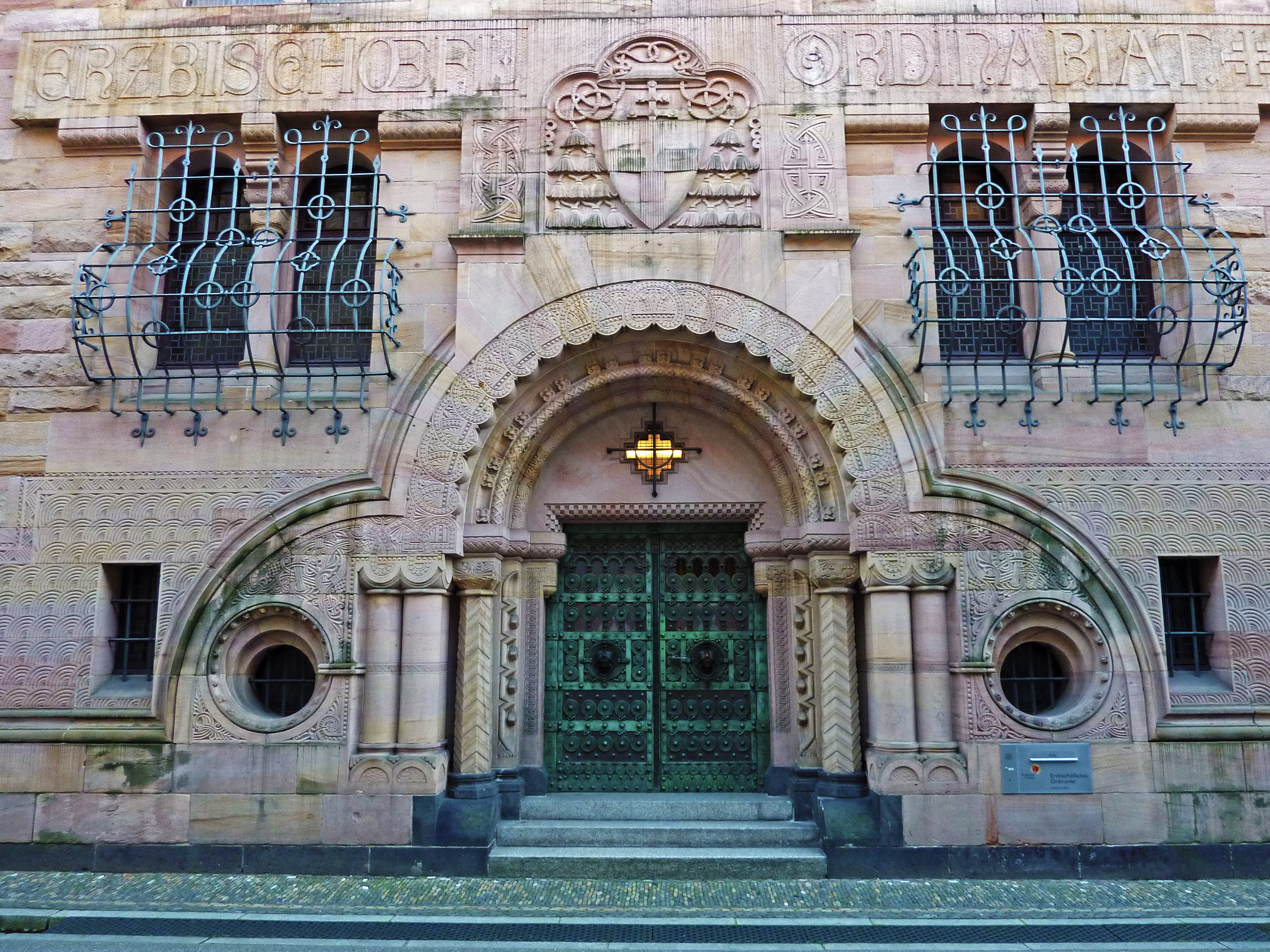
Eingang zum Erzbischöflichen Ordinariat

### Schulen
Die Erzdiözese Freiburg führt unter dem Dach der Schulstiftung der Erzdiözese Freiburg 18 Gymnasien, sechs Realschulen, eine Grundschule, ein Berufskolleg und zwei Internate zusammen.

### Priesterseminar
In Freiburg unterhält die Erzdiözese ein Priesterseminar, das Collegium Borromaeum (CB), in dem die Priesteramtskandidaten während ihrer gesamten Ausbildung wohnen. Das CB liegt in unmittelbarer Nähe zum Freiburger Münster und zum Erzbischöflichen Ordinariat. Die an das Studium anschließende pastorale Ausbildung erfolgte bisher im Priesterseminar in St. Peter. Durch die 2006 erfolgte Zusammenlegung mit St. Peter ist das Collegium Borromaeum jetzt ein Vollseminar.

### Bildungshäuser
Im Erzbistum Freiburg gibt es mehrere Bildungshäuser mit unterschiedlichem Profil, die meist ein eigenes Programm anbieten, beispielsweise ein- und mehrtägige Seminare der Jugend- und Erwachsenenbildung, (Religions-)Lehrerfortbildungen, Tagungen, Besinnungstage und Exerzitien sowie Freizeiten. Daneben können einige Häuser auch von Gruppen belegt werden, die ihr eigenes Programm gestalten.

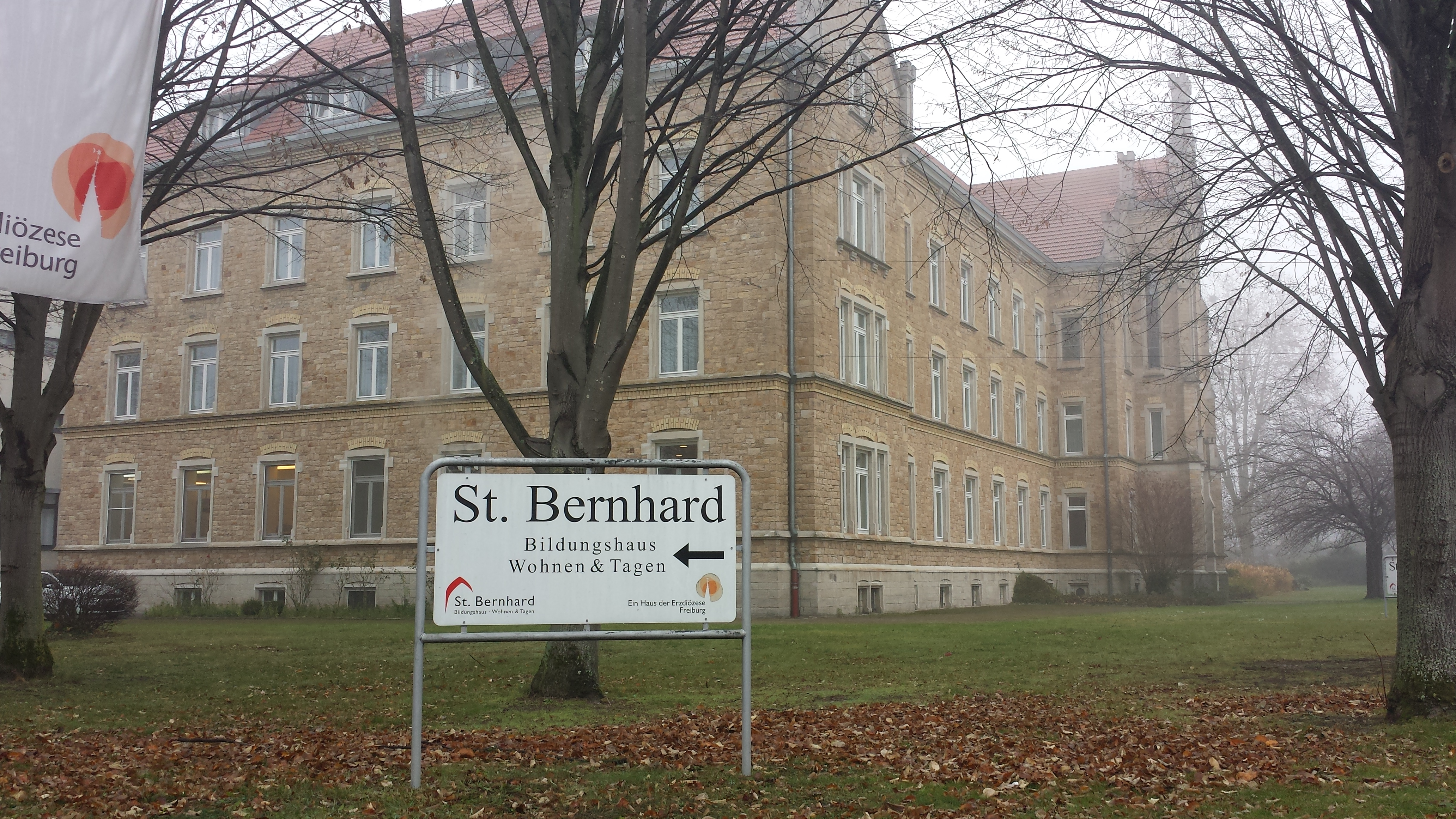
Das Bildungshaus St. Bernhard in Rastatt (2015)

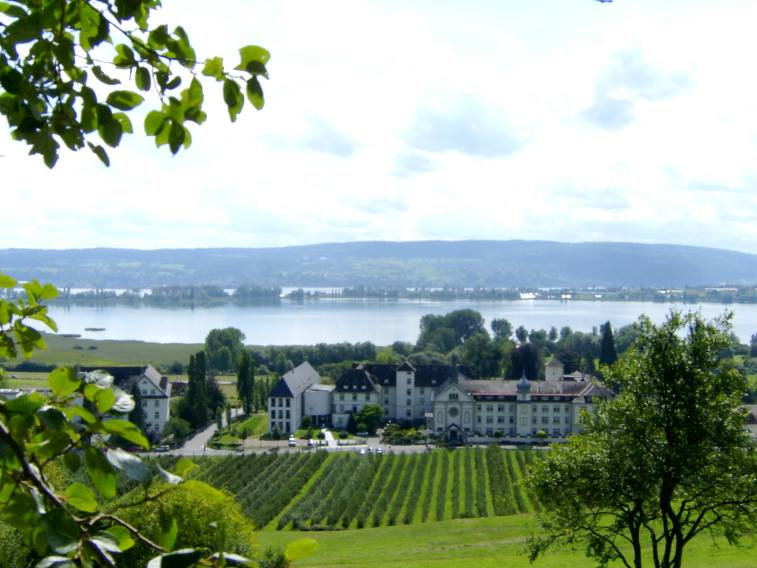
Das Kloster Hegne mit dem Haus St. Elisabeth (2004)

Die nachfolgenden Exerzitien-, Tagungs- und Bildungshäuser unterhält das Erzbistum Freiburg:
- Abtei Lichtenthal – Gästehaus mit Kursprogramm
- Bildungshaus im Kloster St. Trudpert
- Bildungshaus Kloster St. Ulrich
- Bildungshaus Neckarelz
- Bildungshaus St. Bernhard, Rastatt
- Bildungshaus St. Luzen, Hechingen
- Bildungszentren des Bildungswerkes der Erzdiözese
- Erzabtei Beuron – Exerzitien- und Tagungshaus
- Familienferienhäuser
- Geistliches Zentrum Sankt Peter
- Haus Feldberg-Falkau
- Haus Hochfelden
- Haus Insel Reichenau
- Haus La Verna (FWE Spoleto)
- Haus Maria Lindenberg, St. Peter im Hochschwarzwald
- Institut für pastorale Bildung
- Jugendhaus St. Barbara, Buchenbach
- Katholische Akademie Freiburg
- Kloster Hegne – Haus St. Elisabeth
- Margarete Ruckmich Haus, Freiburg
- Schönstatt-Zentrum Oberkirch Marienfried
- St. Fidelis – Haus der Begegnung in Zell am Harmersbach
- Stift Neuburg

## Kritik
Im Jahr 2017 wurde durch eine Prüfung der Deutschen Rentenversicherung der in der Geschichte der katholischen Kirche in Deutschland bislang größte Fall finanzieller Unregelmäßigkeiten aufgedeckt. Über viele Jahre hinweg wurden von Verrechnungsstellen des Bistums die Rentenversicherungsbeiträge geringfügig Beschäftigter nicht ordnungsgemäß abgeführt. Daraufhin bildete das Bistum für zu erwartende Nachforderungen und Säumniszuschläge vorsorglich Rückstellungen von 160 Millionen Euro, setzte unter Hinzuziehung externer Wirtschaftsprüfer eine Arbeitsgruppe zur Aufklärung ein und versetzte den Diözesanökonomen auf einen anderen Posten. Drei Jahre nachdem die Erzdiözese Freiburg bekanntgegeben hatte, dass in der Abrechnung von Sozialversicherungsbeiträgen Unstimmigkeiten entdeckt wurden, konnte die diesbezügliche Prüfung durch die Deutsche Rentenversicherung (DRV) Bund und die DRV Baden-Württemberg abgeschlossen werden. Der seit dem Jahr 2017 im Raum stehende Vorwurf des Sozialversicherungsbetrugs konnte dabei ausgeräumt werden.